# رئیس پارلمان (نیوزلند)
رئیس پارلمان (انگلیسی: Leader of the House)در پارلمان نیوزلند، رئیس مجلس وزیر کابینه دولت است که توسط نخست وزیر نیوزیلند به عنوان مسئول مدیریت تجارت دولتی در مجلس نمایندگان منصوب می شود. رئیس مجلس همچنین به طور رسمی عضو کمیسیون خدمات مجلس است.

## تاریخچه
اولین رئیس مجلس در سال ۱۹۷۸ منصوب شد، اگرچه یک دفتر مشابه در استرالیا از سال ۱۹۵۱ و دیگری در بریتانیا برای چندین قرن وجود داشت. مسئولیت های رهبر مجلس قبلاً توسط نخست وزیر انجام می شد.
رهبر مجلس سه وظیفه اصلی را انجام می دهد:
روند فعالیت مجلس و کمیته ها مربوط را تعیین می کند
تعیین ترتیب کار دولت در مجلس بر عهده او است
مسئولیت اصلی برنامه قانونگذاری دولت را بر عهده دارد.

## لیست روسای مجلس
| No. | No. | نام          | پرتره  | دوره خدمت      | دوره خدمت      | نخست وزیر | نخست وزیر    |
| --- | --- | ------------ | ------ | -------------- | -------------- | --------- | ------------ |
|     | 1   | دیوید تامسون |        | ۱۳ دسامبر ۱۹۷۸ | ۲۶ ژوئیه ۱۹۸۴  |           | رابرت مولدون |
|     | 2   | جفری پالمر   |        | ۲۶ ژانویه ۱۹۸۴ | ۲۴اوت ۱۹۸۷     |           | لانژ         |
|     | 3   | جاناتان هانت |        | ۲۴اوت ۱۹۸۷     | ۲ نوامبر ۱۹۹۰  |           | لانژ         |
|     | 3   | جاناتان هانت | پالمر  | ۲۴اوت ۱۹۸۷     | ۲ نوامبر ۱۹۹۰  |           |              |
|     | 3   | جاناتان هانت | مور    | ۲۴اوت ۱۹۸۷     | ۲ نوامبر ۱۹۹۰  |           |              |
|     | 4   | پل ایست      |        | ۲ نوامبر ۱۹۹۰  | ۲۷ مارس ۱۹۹۳   |           | بولگر        |
|     | 5   | دان مک کینون |        | ۲۷ مارس ۱۹۹۳   | ۱۶ دسامبر ۱۹۹۶ |           | بولگر        |
|     | 6   | وایات کریچ   |        | ۱۶ دسامبر ۱۹۹۶ | ۳۱ اوت ۱۹۹۸    |           | بولگر        |
|     | 6   | وایات کریچ   | شیپلی  | ۱۶ دسامبر ۱۹۹۶ | ۳۱ اوت ۱۹۹۸    |           |              |
|     | 7   | راجر سوری    |        | ۳۱ اوت ۱۹۹۸    | ۱۰ دسامبر ۱۹۹۹ |           |              |
|     | 8   | مایکل کالن   |        | ۱۰ دسامبر ۱۹۹۹ | ۱۹ نوامبر ۲۰۰۸ |           | کلارک        |
|     | 9   | گری براونلی  |        | ۱۹ نوامبر ۲۰۰۸ | ۲ مه ۲۰۱۷      |           | کی           |
|     | 9   | گری براونلی  | انگلیش | ۱۹ نوامبر ۲۰۰۸ | ۲ مه ۲۰۱۷      |           |              |
|     | 10  | سیمون بریج   |        | ۲ مه ۲۰۱۷      | ۲۶ اکتبر ۲۰۱۷  |           |              |
|     | 11  | کریس هیپکینز |        | ۲۶ اکتبر ۲۰۱۷  | متصدی فعلی     |           | آردرن        |